# Thorganby (Yorkshire du Nord)
Pour les articles homonymes, voir Thorganby.
Thorganby est un village et une paroisse civile du Yorkshire du Nord, en Angleterre. Il est situé dans le sud du comté, à une vingtaine de kilomètres au sud-est de la ville d'York. Au moment du recensement de 2011, il comptait 330 habitants.

## Toponymie
Le nom Thorganby est d'origine scandinave, avec bý « ferme, village » suffixé à Thorgrímr, un nom de personne. Le village figure dans le Domesday Book sous la forme Turgisbi.